# Ngorongoro
Ngorongoro es un valiato de Tanzania perteneciente a la región de Arusha. Su capital es el pueblo de Loliondo.
En 2012, el valiato tenía una población de 174 278 habitantes. La mayoría de la población está étnicamente compuesta por masáis.
El valiato abarca el espacio comprendido entre el lago Eyasi y la frontera con Kenia. En su territorio se incluyen la zona de conservación de Ngorongoro, cuyo territorio cubre la mitad meridional del valiato, y el Ol Doinyo Lengai.

## Subdivisiones
Comprende las siguientes katas:
- Alailelai
- Arash
- Digodigo
- Enduleni
- Enguserosambu
- Kakesio
- Maalon
- Malambo
- Nainokanoka
- Naiyobi
- Ngorongoro
- Olbalbal
- Oldonyosambu
- Oloipiri
- Oloirien
- Ololosokwan
- Orgosorok
- Pinyinyi
- Sale
- Samunge
- Soit-Sambu